# Merosargus ecuadorensis
Merosargus ecuadorensis är en tvåvingeart som beskrevs av James och Mcfadden 1971. Merosargus ecuadorensis ingår i släktet Merosargus och familjen vapenflugor.
Artens utbredningsområde är Ecuador. Inga underarter finns listade i Catalogue of Life.